# Caterpillar 120K
A  Caterpillar 120 K  é uma motoniveladora  montada e vendida no Brasil  pela empresa Caterpillar Inc.
A máquina é equipada com o motor  Cat C7, associado a uma transmissão Power Shift de acionamento direto.